# B-Movie Heroes - Original Soundtrack
B-Movie Heroes - Original Soundtrack, spesso conosciuto semplicemente come B-Movie Heroes, è il primo album di Sam Paglia pubblicato nel 1998 dalla Irma Records.

## Tracce
1. Phoning Linda
2. The Cop
3. The Randy Logan Club
4. The Day Lo Bianco Left Sicily
5. Lo Bianco Theme
6. Sharon
7. B-Movie Heroes
8. Lo Bianco Tense
9. Linda
10. St Quentin Penitentiary
11. After Pizza
12. Psychedelic Avenue
13. B-Movie Reprise
14. Money
15. Joey's Funeral
16. Ford Taunus
17. Soul People Avenue
18. Jungle Avenue